# Peter McRobbie
Peter McRobbie (Hawick (Schotland), 31 januari 1943) is een Schots/Amerikaans acteur.

## Biografie
McRobbie werd geboren in Hawick, en in de jaren 50 emigreerde hij met zijn familie naar Amerika en groeide op in Milford (Connecticut). Hij haalde in 1965 zijn diploma in theater aan de Yale-universiteit. Hierna nam hij dienst in de United States Army voor een korte tijd. In 1969 verhuisde hij naar New York om zijn acteercarrière op te zetten. 
McRobbie begon in 1978 met acteren in de televisieserie Dallas. Hierna heeft hij nog meer dan 100 rollen gespeeld in televisieseries en films zoals Big (1988), Mighty Aphrodite (1995), Deconstructing Harry (1997), Snake Eyes (1998), Spider-Man 2 (2004), Brokeback Mountain (2005), World Trade Center (2006), Law & Order (2001-2009), Law & Order: Special Victims Unit (2003-2011) en Boardwalk Empire (2010-2011).
McRobbie is in 1977 getrouwd en heeft hieruit twee zonen.

## Filmografie

### Films
Selectie:
- 2015 Bridge of Spies - als Allen Dulles
- 2015 The Visit - als Pop Pop
- 2014 Inherent Vice - als Adrian Prussia
- 2013 Casse-tête chinois - als immigratieagent
- 2013 The Immigrant - als dr. Knox
- 2012 Lincoln - als George Pendleton
- 2007 Gracie – als schoolhoofd Enright
- 2006 World Trade Center – als vader van Allison
- 2006 16 Blocks – als Mike Sheehan
- 2006 Find Me Guilty – als Peter Petraki
- 2005 Brokeback Mountain – als John Twist
- 2004 Spider-Man 2 – als vertegenwoordiger van OsCorp
- 2000 Shaft – als luitenant Cromartie
- 2000 Small Time Crooks – als advocaat van Frenchy
- 1998 Celebrity – als fan van pastoor Gladden
- 1998 Snake Eyes – als Gordon Pritzker
- 1998 Jaded – als dr. Mancuso
- 1997 Deconstructing Harry – als vervloekte man / karakter van Harry
- 1996 Sleepers – als advocaat
- 1996 Harvest of Fire – als Reuben Troyer
- 1995 Mighty Aphrodite – als ex-huurbaas van Linda
- 1994 Bullets Over Broadway – als man in theater
- 1993 And the Band Played On – als dr. Max Essex
- 1991 Johnny Suede – als Flip Doubt
- 1988 Big - als lid van bestuur
- 1985 The Purple Rose of Cairo – als de communist
- 1983 Zelig – als spreker op demonstratie

### Televisieserie
Uitgezonderd eenmalige gastrollen.
- 2021 Clarice - als Nils Hagen - 3 afl.
- 2015 - 2018 Daredevil - als pastoor Lantom - 11 afl.
- 2018 Gotham - als burgemeester Holden Pritchard - 2 afl.
- 2018 The Alienist - als burgemeester Lafayette Strong - 3 afl.
- 2015 Karl Manhair, Postal Inspector - als hoofdinspecteur Wayne Mersky - 3 afl.
- 2015 The Blacklist - als man aan de telefoon - 2 afl.
- 2014 Believe - als FBI directeur Lofton - 4 afl.
- 2010 – 2013 Boardwalk Empire – als chef Elliot – 9 afl.
- 2003 – 2012 Law & Order: Special Victims Unit – als rechter Walter Bradley – 18 afl.
- 2011 Mildred Pierce – als dr. Gale – 2 afl.
- 2001 – 2009 Law & Order – als rechter Walter Bradley – 14 afl.
- 2008 As the World Turns – als rechter Harold Rice – 4 afl.
- 2007 Damages – als rechter Sanford Toomey – 3 afl.
- 2006 Conviction – als rechter Walter Bradley – 2 afl.
- 2000 – 2001 The Sopranos – als pastoor Felix – 2 afl.
- 1978 – 1979 Dallas – als Alan Johnson – 3 afl.

## TheaterwerkBroadway
- 2001 The Invention of Love - als Mark Pattison, W.T. Stead
- 1999 Night Must Fall - als inspecteur Belsize
- 1994 Philadelphia, Here I Come! - als senator Doogan
- 1993 Saint Joan - als Thomas de Courcelles
- 1992 The Master Builder - als Ragnar Brovik
- 1991-1992 The Crucible - als Thomas Putnam
- 1985-1987 The Mystery of Edwin Drood - als Harold / mr. James Throttle
- 1985 Strange Interlude - als Sam Evans (understudy)
- 1982 Macbeth - als dokter / 2de moordenaar
- 1980-1981 Mixed Couples - als piloot / Alden / Don
- 1979 Last Licks - als Dennis Quinlan
- 1979 Whose Life is it Anyway? - als dr. Paul Travers

- Biblioteca Nacional de España: XX5404683
- Gemeinsame Normdatei: 1355516358
- International Standard Name Identifier: 0000 0000 4449 2204
- Library of Congress Control Number: no2003000353
- Virtual International Authority File: 63688378
- WorldCat: E39PBJgxmH3Rvjxw7crvXp9VYP